# Aubais
Ne doit pas être confondu avec Aubas.
Aubais est une commune française située dans le sud du département du Gard, en région Occitanie.
Exposée à un climat méditerranéen, elle est drainée par le Vidourle, le Lissac et par un autre cours d'eau. La commune possède un patrimoine naturel remarquable : un site Natura 2000 (« le Vidourle ») et deux zones naturelles d'intérêt écologique, faunistique et floristique.
Aubais est une commune rurale qui compte 2 938 habitants en 2022, après avoir connu une forte hausse de la population depuis 1962. Elle fait partie de la Communauté de communes Rhôny Vistre Vidourle, et se situe  dans l'unité urbaine de Lunel et dans l'aire d'attraction de Montpellier. Ses habitants sont appelés les Aubaisiens ou  Aubaisiennes.
Le patrimoine architectural de la commune comprend trois  immeubles protégés au titre des monuments historiques : le château, inscrit en 1998 puis classé en 2010, le Plan des Théâtres, inscrit en 2003, et une maison du XVe siècle, inscrit en 2016.

## Géographie

### Localisation
La commune d'Aubais est située dans la partie sud-ouest du département du Gard, à la frontière avec le département de l'Hérault.

### Communes limitrophes
| - OpenStreetMap Limite communale. |

|                        | Congénies  |                        |
| Junas                  | Aubais     | Aigues-Vives           |
| Saint-Sériès (Hérault) | Villetelle | Gallargues-le-Montueux |

### Géologie et relief
Aubais, commune du Gard (Canton de Sommières) est à mi-distance entre les deux grands pôles urbains de Nîmes et Montpellier ; et au centre du triangle des villes moyennes de Sommières, Lunel et Calvisson. Son sol calcaire constitue un milieu mixte de garrigues et de plaines alluviales. Les cultures traditionnelles sont principalement la vigne et l’olivier.

### Hydrographie

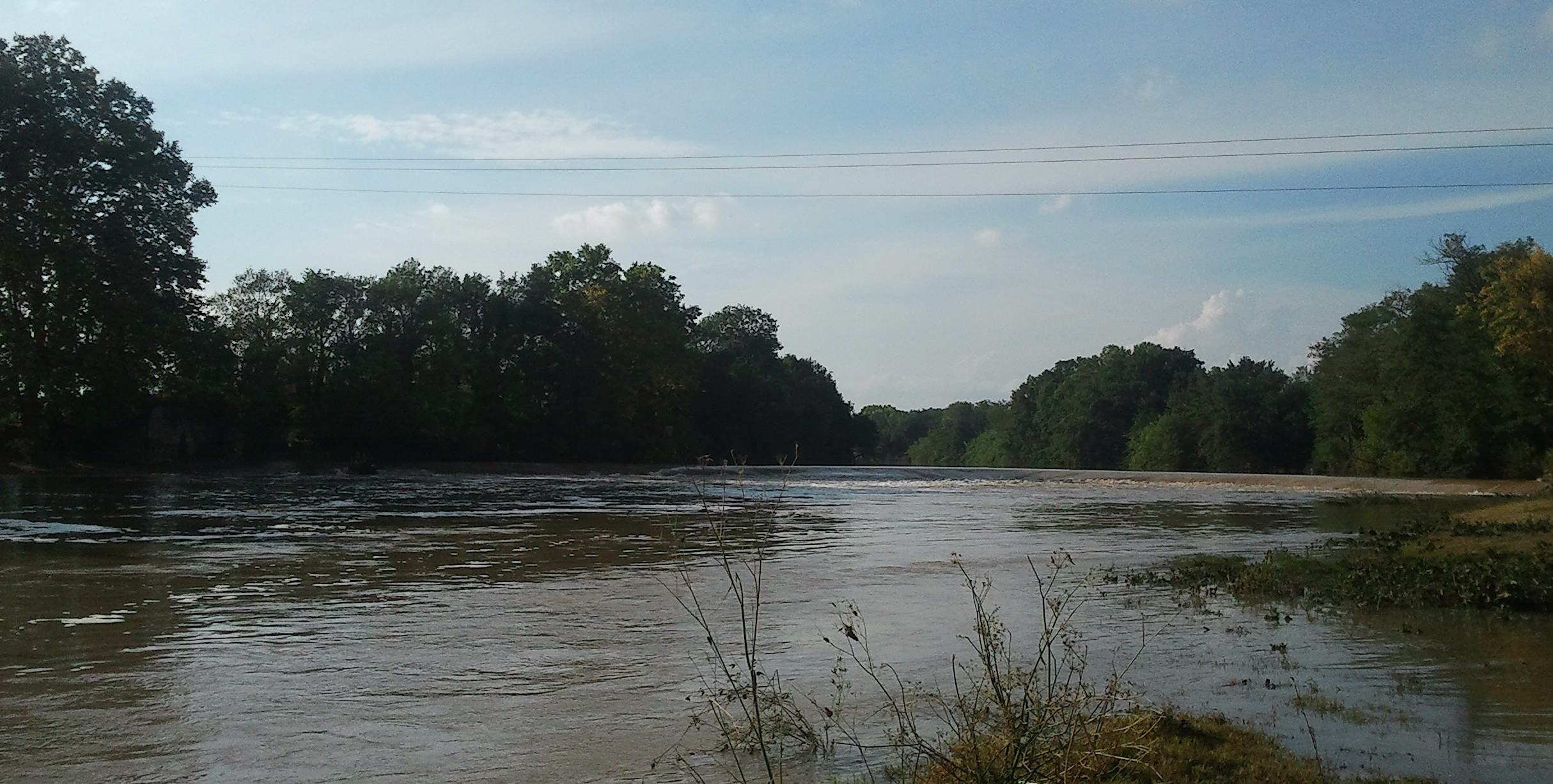
Le Vidourle à Aubais.

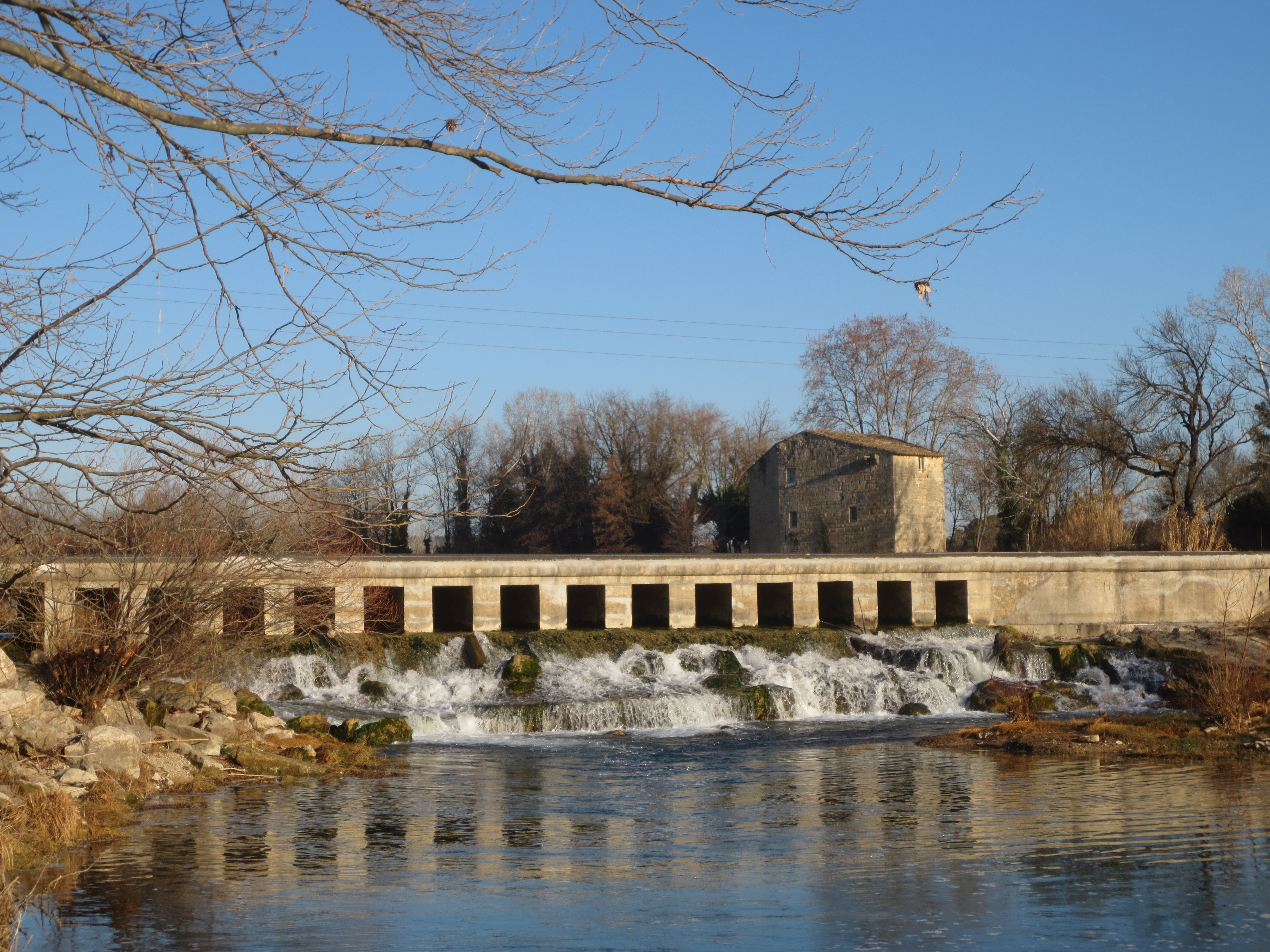
Le pont submersible sur le Vidourle entre Aubais (30) et Villetelle (34) vu de l'aval.

Le Vidourle marque la frontière sud-ouest de la commune, à la fois avec les communes de Saint-Sériès et Villetelle et le département de l'Hérault.

### Climat
Pour des articles plus généraux, voir Climat de l'Occitanie et Climat du Gard.
En 2010, le climat de la commune est de type climat méditerranéen franc, selon une étude s'appuyant sur une série de données couvrant la période 1971-2000. En 2020, Météo-France publie une typologie des climats de la France métropolitaine dans laquelle la commune est exposée à un climat méditerranéen et est dans la région climatique Provence, Languedoc-Roussillon, caractérisée par une pluviométrie faible en été, un très bon ensoleillement (2 600 h/an), un été chaud (21,5 °C), un air très sec en été, sec en toutes saisons, des vents forts (fréquence de 40 à 50 % de vents > 5 m/s) et peu de brouillards.
Pour la période 1971-2000, la température annuelle moyenne est de 14,3 °C, avec une amplitude thermique annuelle de 17,3 °C. Le cumul annuel moyen de précipitations est de 727 mm, avec 6 jours de précipitations en janvier et 2,8 jours en juillet. Pour la période 1991-2020, la température moyenne annuelle observée sur la station météorologique la plus proche, située sur la commune de Gallargues-le-Montueux à 4 km à vol d'oiseau, est de 15,5 °C et le cumul annuel moyen de précipitations est de 674,8 mm,. Pour l'avenir, les paramètres climatiques de la commune estimés pour 2050 selon différents scénarios d'émission de gaz à effet de serre sont consultables sur un site dédié publié par Météo-France en novembre 2022.

### Milieux naturels et biodiversité

#### Réseau Natura 2000

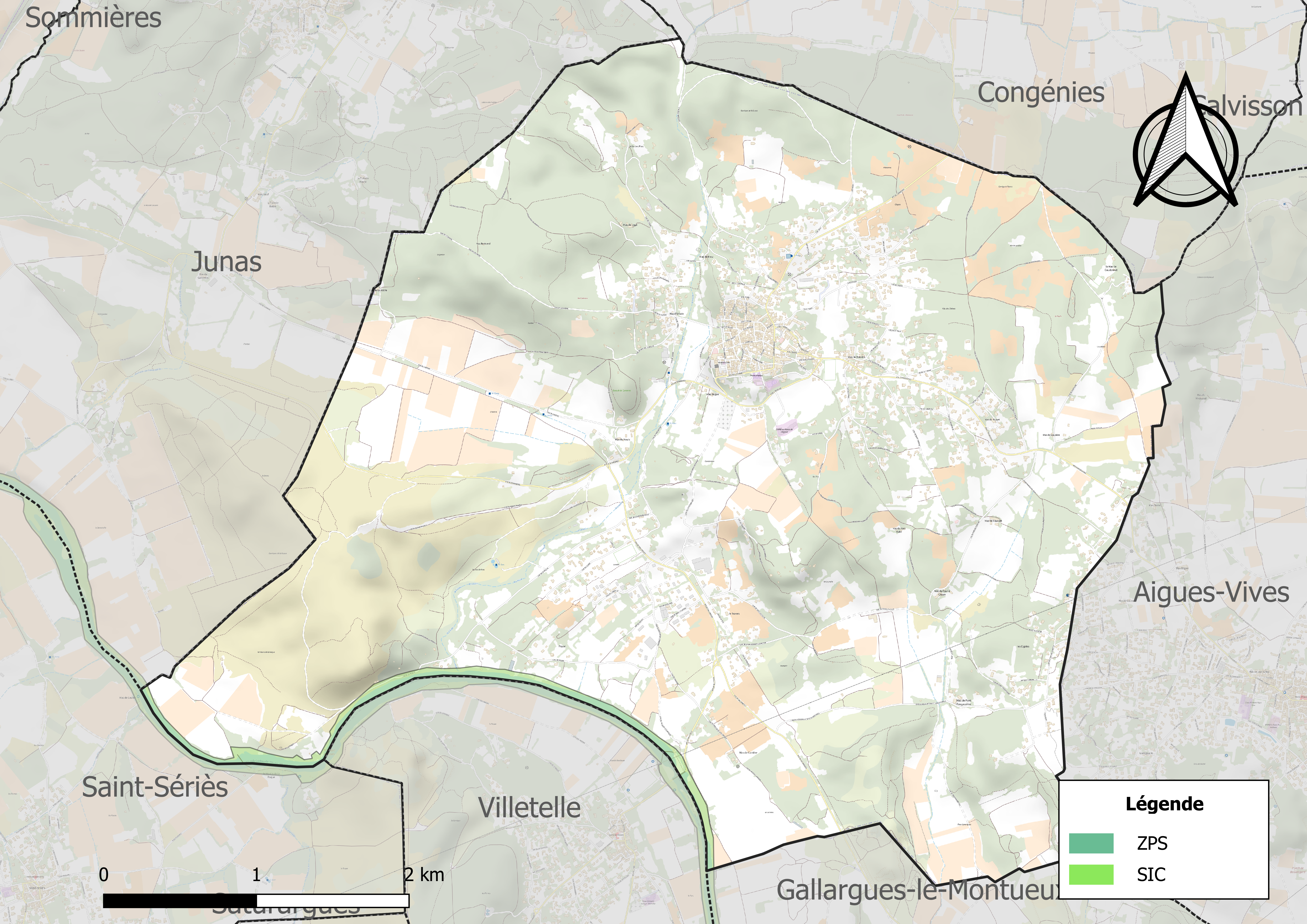
Site Natura 2000 sur le territoire communal.

Le réseau Natura 2000 est un réseau écologique européen de sites naturels d'intérêt écologique élaboré à partir des directives habitats et oiseaux, constitué de zones spéciales de conservation (ZSC) et de zones de protection spéciale (ZPS).
Un site Natura 2000 a été défini sur la commune au titre de la directive habitats : « le Vidourle », d'une superficie de 209 ha, présentant un intérêt biologique tout particulier au regard de l'existence d'espèces aquatiques et palustres remarquables et singulières par rapport à d'autres cours d'eau de la région. Le Gomphe de Graslin, libellule d'intérêt communautaire, justifie notamment l'inscription du Vidourle au réseau Natura 2000.

#### Zones naturelles d'intérêt écologique, faunistique et floristique
L’inventaire des zones naturelles d'intérêt écologique, faunistique et floristique (ZNIEFF) a pour objectif de réaliser une couverture des zones les plus intéressantes sur le plan écologique, essentiellement dans la perspective d’améliorer la connaissance du patrimoine naturel national et de fournir aux différents décideurs un outil d’aide à la prise en compte de l’environnement dans l’aménagement du territoire.
Une ZNIEFF de type 1 est recensée sur la commune :
le « cours du Vidourle de Salinelles à Gallargues » (153 ha), couvrant 10 communes dont 6 dans le Gard et 4 dans l'Hérault et une ZNIEFF de type 2, : 
la « vallée du Vidourle de Sauve aux étangs » (691 ha), couvrant 21 communes dont 16 dans le Gard et 5 dans l'Hérault.

Carte des ZNIEFF de type 1 et 2 à Aubais.
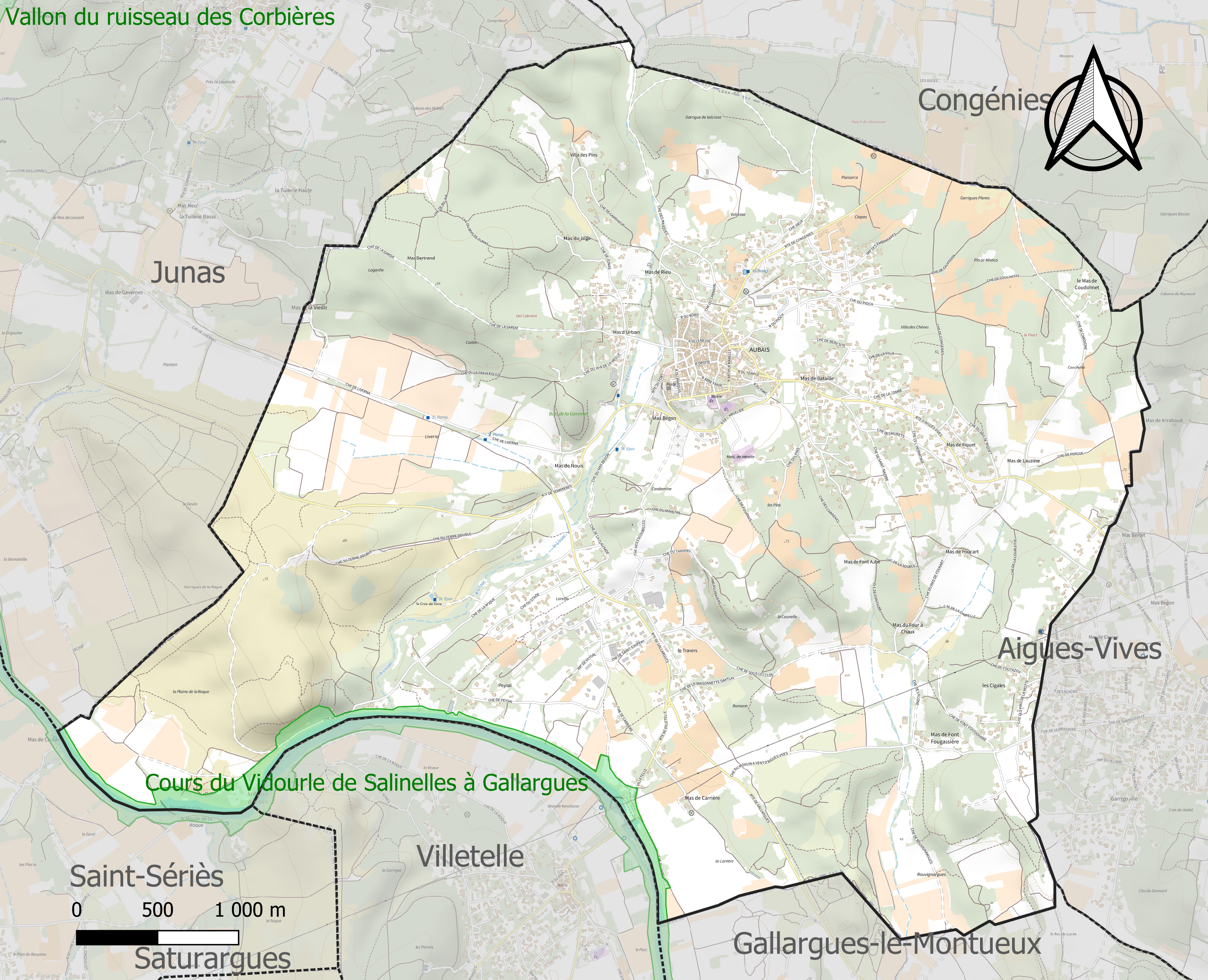
Carte de la ZNIEFF de type 1 sur la commune.
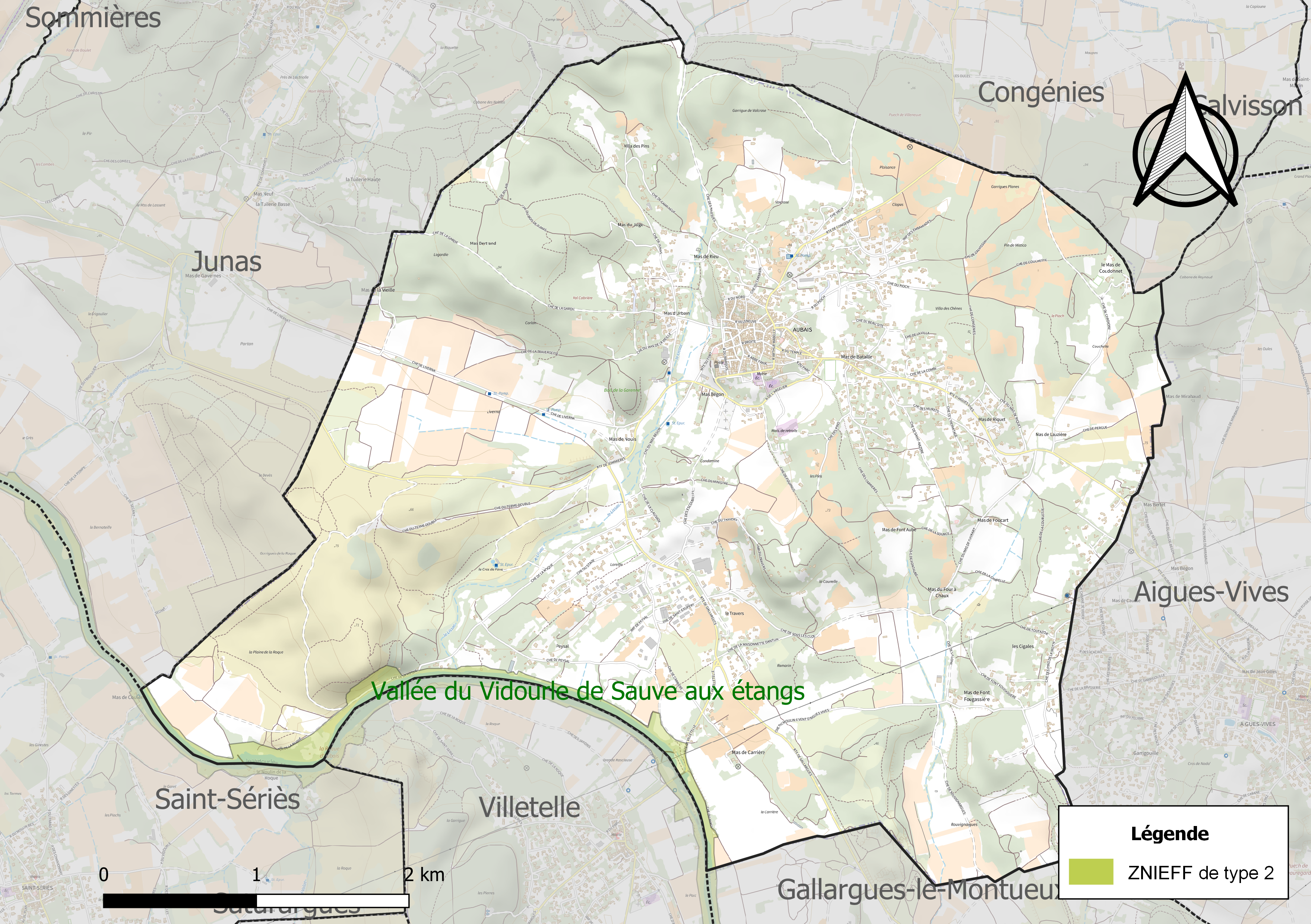
Carte de la ZNIEFF de type 2 sur la commune.

## Urbanisme

### Typologie
Au 1er janvier 2024, Aubais est catégorisée bourg rural, selon la nouvelle grille communale de densité à sept niveaux définie par l'Insee en 2022.
Elle appartient à l'unité urbaine de Lunel, une agglomération inter-départementale regroupant neuf  communes, dont elle est une commune de la banlieue,,. Par ailleurs la commune fait partie de l'aire d'attraction de Montpellier, dont elle est une commune de la couronne,. Cette aire, qui regroupe 161 communes, est catégorisée dans les aires de 700 000 habitants ou plus (hors Paris),.

### Occupation des sols
L'occupation des sols de la commune, telle qu'elle ressort de la base de données européenne d’occupation biophysique des sols Corine Land Cover (CLC), est marquée par l'importance des territoires agricoles (49,5 % en 2018), en augmentation par rapport à 1990 (42,8 %). La répartition détaillée en 2018 est la suivante : 
zones agricoles hétérogènes (28,5 %), forêts (22,4 %), cultures permanentes (20,9 %), zones urbanisées (16,6 %), milieux à végétation arbustive et/ou herbacée (11,5 %). L'évolution de l’occupation des sols de la commune et de ses infrastructures peut être observée sur les différentes représentations cartographiques du territoire : la carte de Cassini (XVIIIe siècle), la carte d'état-major (1820-1866) et les cartes ou photos aériennes de l'IGN pour la période actuelle (1950 à aujourd'hui).

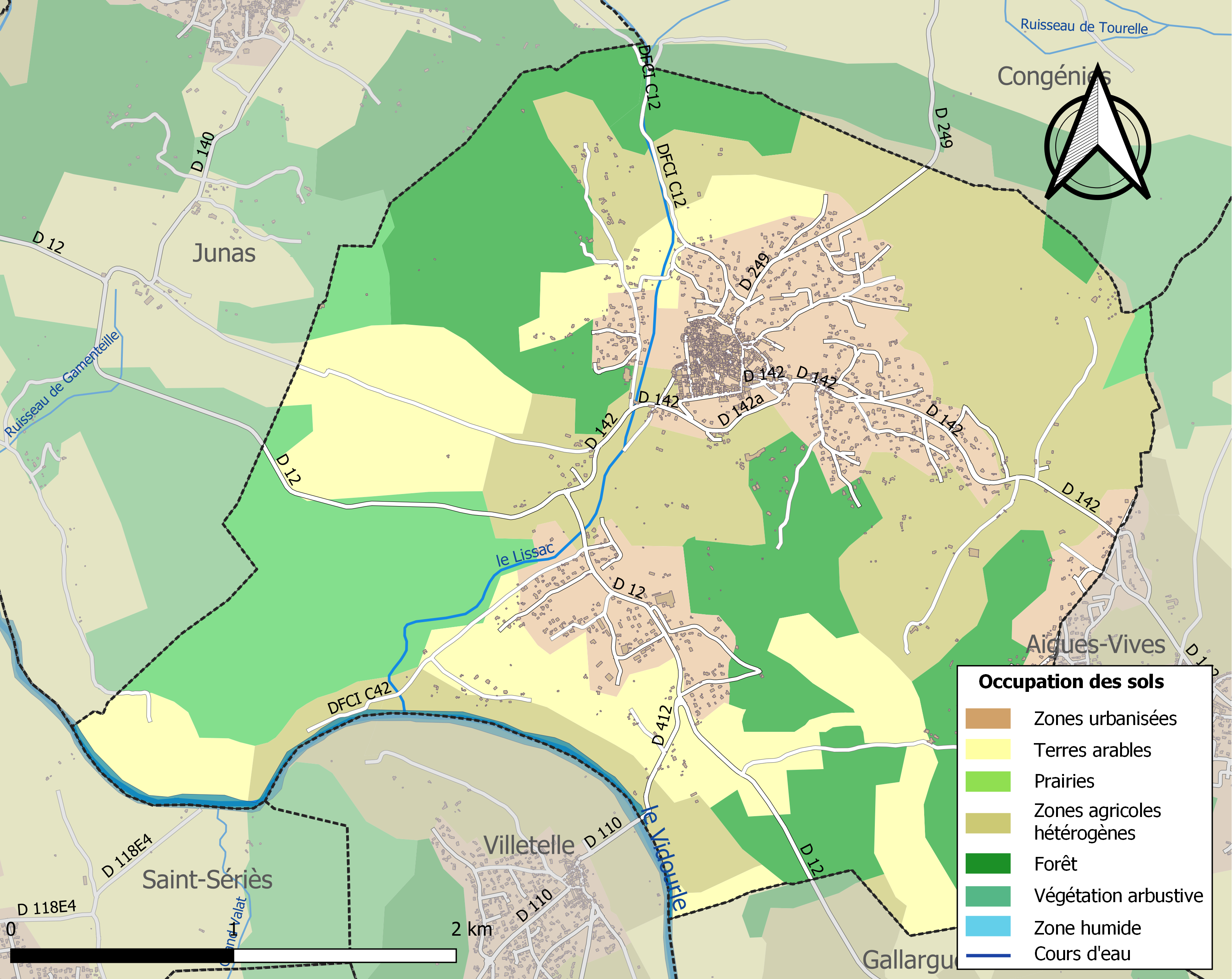
Carte des infrastructures et de l'occupation des sols de la commune en 2018 (CLC).

### Risques majeurs
Le territoire de la commune d'Aubais est vulnérable à différents aléas naturels : météorologiques (tempête, orage, neige, grand froid, canicule ou sécheresse), inondations, feux de forêts et séisme (sismicité faible). Un site publié par le BRGM permet d'évaluer simplement et rapidement les risques d'un bien localisé soit par son adresse soit par le numéro de sa parcelle.
La commune fait partie du territoire à risques importants d'inondation (TRI) de Montpellier/Lunel/Maugio/Palavas, regroupant 49 communes du bassin de vie de l'Montpellier et s'étendant sur les départements de  l'Hérault et du Gard, un des 31 TRI qui ont été arrêtés fin 2012 sur le bassin Rhône-Méditerranée, retenu au regard des risques de submersions marines et de débordements du Vistre, du Vidourle, du Lez et de la Mosson. Parmi les derniers événements significatifs qui ont touché le territoire, peuvent être citées les crues de septembre 2002 et de septembre 2003 (Vidourle) et les tempêtes de novembre 1982 et décembre 1997 qui ont touché le littoral. Des cartes des surfaces inondables ont été établies pour trois scénarios : fréquent (crue de temps de retour de 10 ans à 30 ans), moyen (temps de retour de 100 ans à 300 ans) et extrême (temps de retour de l'ordre de 1 000 ans, qui met en défaut tout système de protection),. La commune a été reconnue en état de catastrophe naturelle au titre des dommages causés par les inondations et coulées de boue survenues en 1982, 1988, 1991, 1994, 2002, 2005, 2007, 2014 et 2021,.

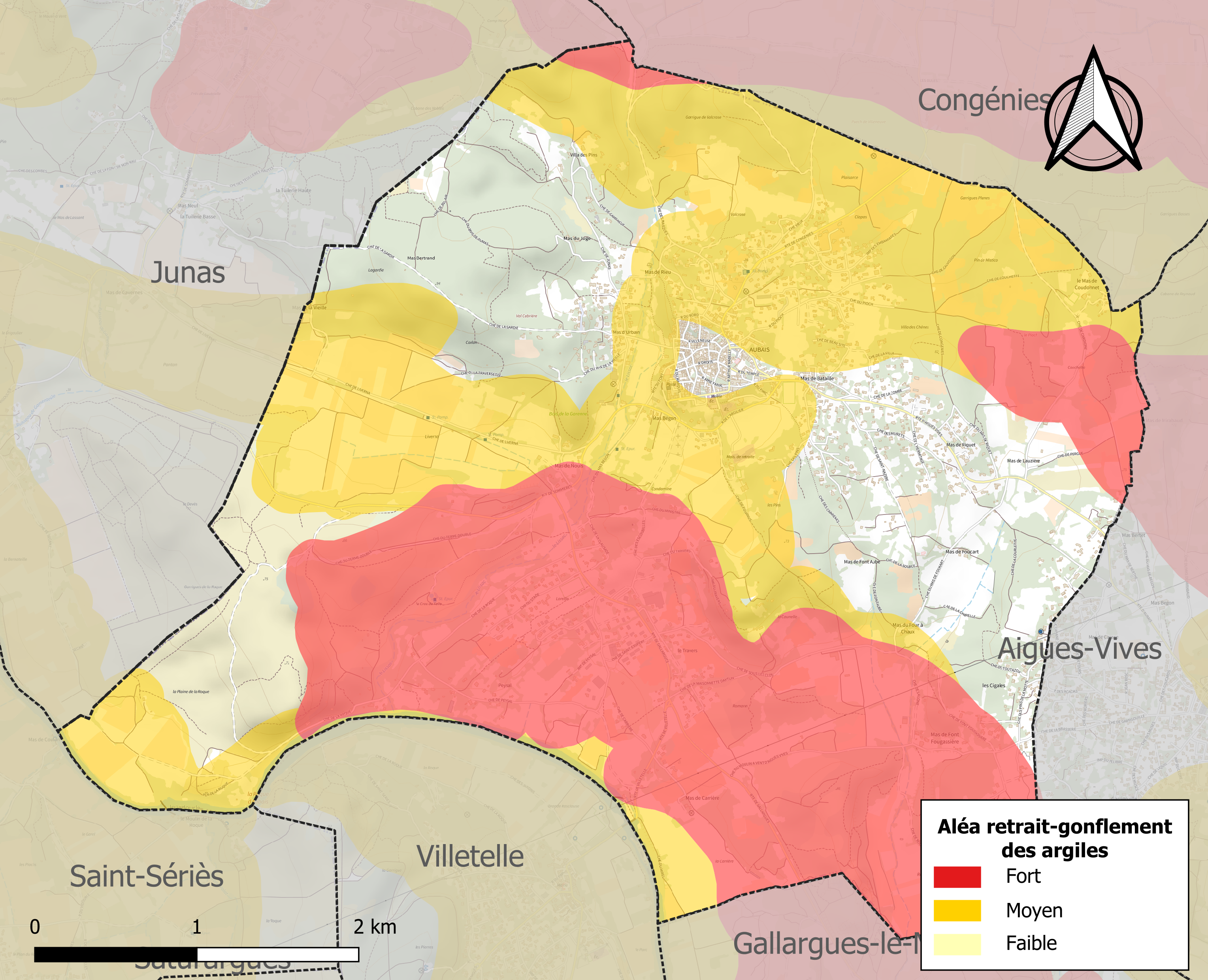
Carte des zones d'aléa retrait-gonflement des sols argileux d'Aubais.

Le retrait-gonflement des sols argileux est susceptible d'engendrer des dommages importants aux bâtiments en cas d’alternance de périodes de sécheresse et de pluie. 72,8 % de la superficie communale est en aléa moyen ou fort (67,5 % au niveau départemental et 48,5 % au niveau national). Sur les 1 250 bâtiments dénombrés sur la commune en 2019, 652 sont en aléa moyen ou fort, soit 52 %, à comparer aux 90 % au niveau départemental et 54 % au niveau national. Une cartographie de l'exposition du territoire national au retrait gonflement des sols argileux est disponible sur le site du BRGM,.
Par ailleurs, afin de mieux appréhender le risque d’affaissement de terrain, l'inventaire national des cavités souterraines permet de localiser celles situées sur la commune.

## Toponymie
Aubais rappelle le souvenir d'un homme latin, centurion romain nommé Albasius.[réf. nécessaire]
Aubais est mentionnée sous le nom d'Albais dans le cartulaire de Psalmody en 1095.[réf. nécessaire]
Ses habitants sont appelés les Aubaisiens.

## Histoire

### Préhistoire
Les collines de Gallargues et d’Aubais sont les premiers reliefs depuis le rivage de la Méditerranée, en remontant le Vidourle, petit fleuve côtier marquant la limite entre le Gard et l’Hérault. Il est probable que ce fleuve fut une voie naturelle de pénétration. L’étymologie latine alba provient très certainement de la blancheur des falaises de la trouée géologique de la Roque d’Aubais, le point de repère géographique majeur du territoire comme le suggère l’habitat temporaire de l’abri sous roche. C’est dans cette zone que l’on a retrouvé un galet aménagé perdu par un chasseur-cueilleur du Moustérien (50.000/100.000 av J.C). C’est sans doute la plus ancienne trace connue de l’activité humaine à Aubais.
Bien plus tard, les hommes du Chasséen ont adopté les techniques de l’agriculture. Les archéologues ont reconnu les restes de leurs cabanes et campements sur les coteaux ensoleillés du quartier de Four à chaux. Leurs outils : percuteurs, lames et éclats de silex de Salinelles apparaissent parfois, au milieu de débris de poteries non tournées.
Depuis, presque sans discontinuer, l’homme imprime sa volonté sur le territoire, et, à qui sait la lire, l’histoire se déroulera en observant le village et son paysage[style trop lyrique ou dithyrambique].
Quelques peuplades ont défriché les meilleures combes fertiles en terre agricole. Leurs villages sont installés sur les pentes sud des hauteurs. Ces hameaux de quelques petites maisons, bâtis avec des murs de pierres sèches très épais, couvert d’une toiture végétale, se partagent le territoire : au nord vers le Pioch et vers le mas de la Vieille, au sud sur les buttes des Pins et de Saint-Nazaire et à l’ouest vers les rives du Vidourle,.
Ces tribus apparentées à la civilisation de Fontbuisse ont élevé au moins deux menhirs ; les premiers monuments d’Aubais : la « Pierra Plantada », en limite nord de Congéniès et le menhir de la Saint-Jean sur la colline du moulin à vent ; malheureusement, ce dernier est en très mauvais état.
Du bronze ancien, nous ne connaissons qu’un habitat parsemé de céramiques à cordons impressionnés, de quelques outils en silex, avec un foyer et une structure en coffre ; fouillé lors du passage du gazoduc dans le quartier des Pins.
Durant l’âge du fer, l’agriculture et l’élevage se développent. On a découvert des pots de stockage en céramique non tournée vers Valcroze. Deux tombes, des tumulus, sont connus depuis longtemps dans le quartier des Pins. Sans doute toujours plus ou moins présents, les hommes ont modelé le paysage à leurs exigences, terrassant les pentes douces, aménageant les ruissellements des eaux.

### Les Templiers et les Hospitaliers

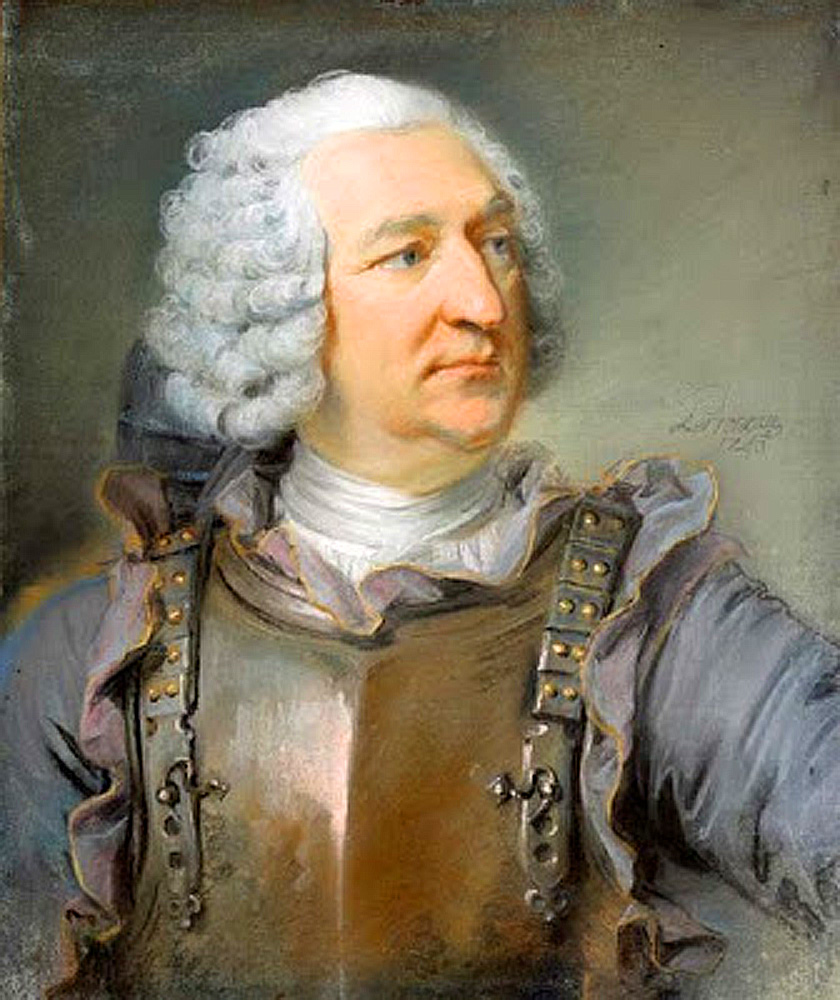
Charles de Baschi, marquis d'Aubais, peint par Jean-Baptiste Perronneau en 1746.

Le membre d'Aubais a été au XIIIe siècle une maison de l'ordre du Temple qui dépendait de la Commanderie de Saint-Gilles-du-Gard dévolue aux Hospitaliers de l'ordre de Saint-Jean de Jérusalem la commanderie de Saint-Christol au grand prieuré de Saint-Gilles qui détenaient toujours la censive et la directe sur Aubais au XVIIIe siècle. Ils prélevaient, sous forme de lod, vingt pour cent sur les ventes immobilières et le transport.
Avant la révolution française, les Hospitaliers possédaient encore une maison et douze terres, le reste ayant été cédé au marquis d'Aubais qui versait une rente à la saint Michel.

## Politique et administration

### Liste des maires
| Période                                  | Période     | Identité         | Étiquette | Qualité                                                         |
| ---------------------------------------- | ----------- | ---------------- | --------- | --------------------------------------------------------------- |
| avant 1981                               | mars 1983   | Paul Berrus      |           | Médecin                                                         |
| mars 1983                                | juin 1995   | Maurice Boisson  | DVG       | Général Conseiller général du canton de Sommières (1991 → 1995) |
| juin 1995                                | mars 2001   | Hubert Pesle     |           | Retraité Croix de guerre 1939-1945                              |
| mars 2001                                | 23 mai 2020 | Pilar Chaleyssin | SE-DVD    | Infirmière aide-opératoire retraitée                            |
| 23 mai 2020                              | En cours    | Angel Pobo       | SE        | Chef de projet chez Total                                       |
| Les données manquantes sont à compléter. |             |                  |           |                                                                 |

## Population et société

### Démographie
L'évolution du nombre d'habitants est connue à travers les recensements de la population effectués dans la commune depuis 1793. Pour les communes de moins de 10 000 habitants, une enquête de recensement portant sur toute la population est réalisée tous les cinq ans, les populations de référence des années intermédiaires étant quant à elles estimées par interpolation ou extrapolation. Pour la commune, le premier recensement exhaustif entrant dans le cadre du nouveau dispositif a été réalisé en 2008.

En 2022, la commune comptait 2 938 habitants, en évolution de +9,55 % par rapport à 2016 (Gard : +2,97 %, France hors Mayotte : +2,11 %).
| 1793  | 1800  | 1806  | 1821  | 1831  | 1836  | 1841  | 1846  | 1851  |
| ----- | ----- | ----- | ----- | ----- | ----- | ----- | ----- | ----- |
| 1 378 | 1 308 | 1 476 | 1 486 | 1 514 | 1 437 | 1 456 | 1 531 | 1 534 |

| 1856  | 1861  | 1866  | 1872  | 1876  | 1881  | 1886  | 1891  | 1896  |
| ----- | ----- | ----- | ----- | ----- | ----- | ----- | ----- | ----- |
| 1 526 | 1 559 | 1 629 | 1 681 | 1 618 | 1 377 | 1 312 | 1 417 | 1 429 |

| 1901  | 1906  | 1911  | 1921  | 1926  | 1931  | 1936 | 1946 | 1954 |
| ----- | ----- | ----- | ----- | ----- | ----- | ---- | ---- | ---- |
| 1 474 | 1 430 | 1 231 | 1 116 | 1 076 | 1 048 | 953  | 853  | 836  |

| 1962 | 1968 | 1975  | 1982  | 1990  | 1999  | 2006  | 2008  | 2013  |
| ---- | ---- | ----- | ----- | ----- | ----- | ----- | ----- | ----- |
| 869  | 900  | 1 016 | 1 261 | 1 541 | 1 996 | 2 274 | 2 353 | 2 526 |

| 2018  | 2022  | - | - | - | - | - | - | - |
| ----- | ----- | - | - | - | - | - | - | - |
| 2 843 | 2 938 | - | - | - | - | - | - | - |

### Environnement
En mai 2018, la coopérative Les Survoltés crée le premier parc photovoltaïque entièrement citoyen sur un terrain de 1500 mètres carrés qui était une ancienne décharge, impropre à toute construction ou activité agricole. Il s'agit de 700 panneaux solaires qui produisent annuellement 360 MWh d’électricité,,,.

### Manifestations culturelles et festivités

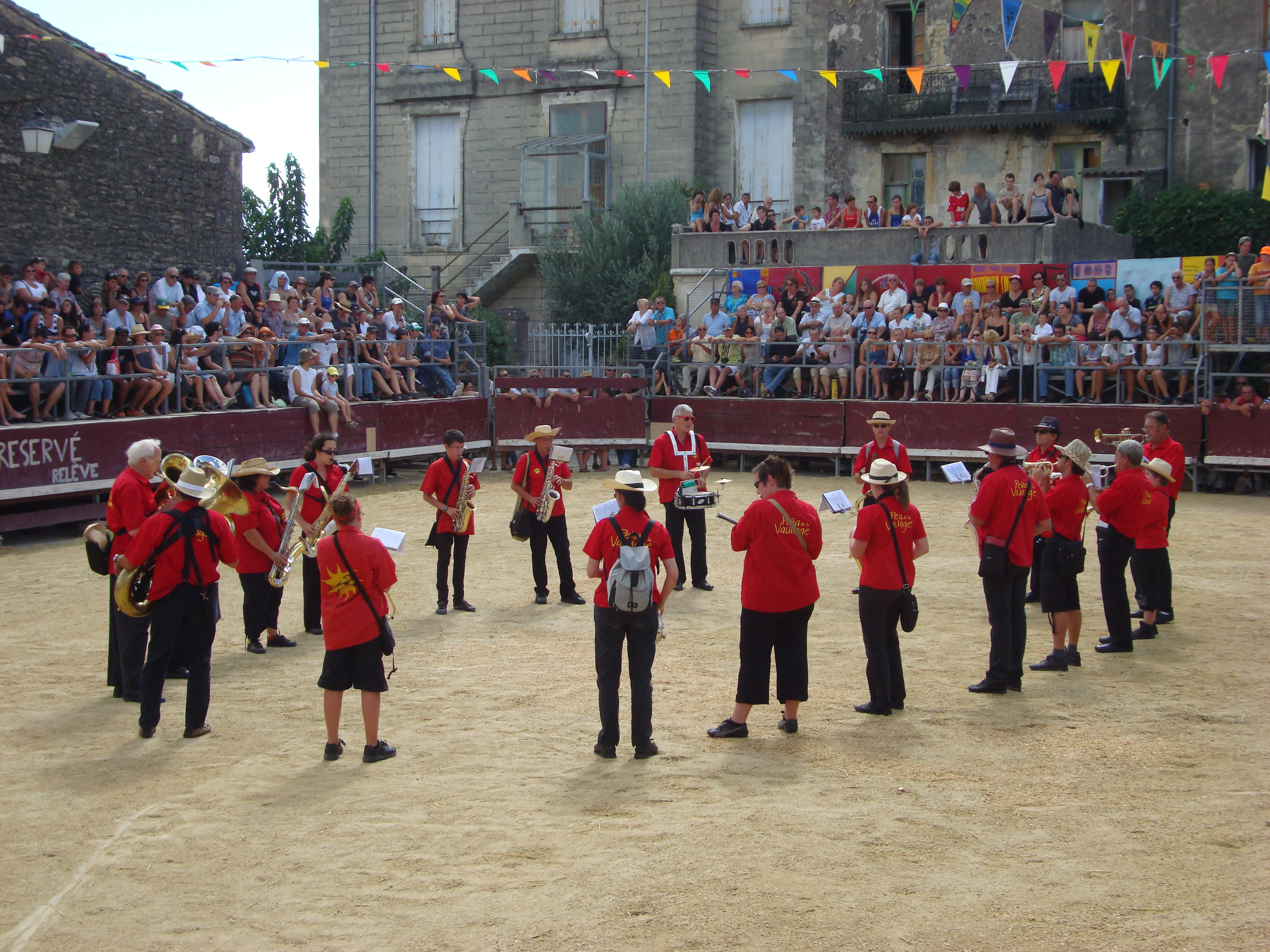
Fanfare avant la manifestation taurine dans les arènes temporaires lors de la fête votive.

## Économie

### Revenus
En 2018  (données Insee publiées en septembre 2021), la commune compte 1 147 ménages fiscaux, regroupant 2 812 personnes. La médiane du revenu disponible par unité de consommation est de 25 010 € (20 020 € dans le département). 58 % des ménages fiscaux sont imposés (43,9 % dans le département).

### Emploi
|                | 2008   | 2013   | 2018  |
| -------------- | ------ | ------ | ----- |
| Commune        | 8,3 %  | 10,1 % | 9,9 % |
| Département    | 10,6 % | 12 %   | 12 %  |
| France entière | 8,3 %  | 10 %   | 10 %  |

En 2018, la population âgée de 15 à 64 ans s'élève à 1 724 personnes, parmi lesquelles on compte 76,7 % d'actifs (66,8 % ayant un emploi et 9,9 % de chômeurs) et 23,3 % d'inactifs,. En  2018, le taux de chômage communal (au sens du recensement) des 15-64 ans est inférieur à celui de la France et du département, alors qu'en 2008 il était supérieur à celui de la France.
La commune fait partie de la couronne de l'aire d'attraction de Montpellier, du fait qu'au moins 15 % des actifs travaillent dans le pôle,. Elle compte 456 emplois en 2018, contre 448 en 2013 et 336 en 2008. Le nombre d'actifs ayant un emploi résidant dans la commune est de 1 177, soit un indicateur de concentration d'emploi de 38,8 % et un taux d'activité parmi les 15 ans ou plus de 58 %.
Sur ces 1 177 actifs de 15 ans ou plus ayant un emploi, 207 travaillent dans la commune, soit 18 % des habitants. Pour se rendre au travail, 89,5 % des habitants utilisent un véhicule personnel ou de fonction à quatre roues, 2,5 % les transports en commun, 3,3 % s'y rendent en deux-roues, à vélo ou à pied et 4,8 % n'ont pas besoin de transport (travail au domicile).

### Activités hors agriculture

#### Secteurs d'activités
316 établissements sont implantés  à Aubais au 31 décembre 2019. Le tableau ci-dessous en détaille le nombre par secteur d'activité et compare les ratios avec ceux du département,.
| Secteur d'activité                                                                                        | Commune | Commune | Département |
| Secteur d'activité                                                                                        | Nombre  | %       | %           |
| --- | ------- | ------- | ----------- |
| Ensemble                                                                                                  | 316     | 100 %   | (100 %)     |
| Industrie manufacturière, industries extractives et autres                                                | 22      | 7 %     | (7,9 %)     |
| Construction                                                                                              | 68      | 21,5 %  | (15,5 %)    |
| Commerce de gros et de détail, transports, hébergement et restauration                                    | 73      | 23,1 %  | (30 %)      |
| Information et communication                                                                              | 15      | 4,7 %   | (2,2 %)     |
| Activités financières et d'assurance                                                                      | 8       | 2,5 %   | (3 %)       |
| Activités immobilières                                                                                    | 12      | 3,8 %   | (4,1 %)     |
| Activités spécialisées, scientifiques et techniques et activités de services administratifs et de soutien | 46      | 14,6 %  | (14,9 %)    |
| Administration publique, enseignement, santé humaine et action sociale                                    | 45      | 14,2 %  | (13,5 %)    |
| Autres activités de services                                                                              | 27      | 8,5 %   | (8,8 %)     |

Le secteur du commerce de gros et de détail, des transports, de l'hébergement et de la restauration est prépondérant sur la commune puisqu'il représente 23,1 % du nombre total d'établissements de la commune (73 sur les 316 entreprises implantées  à Aubais), contre 30 % au niveau départemental.

#### Entreprises et commerces
Les cinq entreprises ayant leur siège social sur le territoire communal qui génèrent le plus de chiffre d'affaires en 2020 sont : 
- B And B Promotion, activités des marchands de biens immobiliers (848 k€) ;
- Business B Holding - BBH, services administratifs combinés de bureau (547 k€) ;
- Lemon Design, ingénierie, études techniques (485 k€) ;
- Arthur, restauration traditionnelle (211 k€) ;
- Ag Concept, commerce de détail d'habillement en magasin spécialisé (98 k€).

### Agriculture
La commune est dans le « Soubergues », une petite région agricole occupant une frange sud-ouest du département du Gard. En 2020, l'orientation technico-économique de l'agriculture  sur la commune est la viticulture.
|               | 1988 | 2000 | 2010 | 2020 |
| ------------- | ---- | ---- | ---- | ---- |
| Exploitations | 64   | 32   | 21   | 15   |
| SAU (ha)      | 402  | 331  | 246  | 175  |

Le nombre d'exploitations agricoles en activité et ayant leur siège dans la commune est passé de 64 lors du recensement agricole de 1988  à 32 en 2000 puis à 21 en 2010 et enfin à 15 en 2020, soit une baisse de 77 % en 32 ans. Le même mouvement est observé à l'échelle du département qui a perdu pendant cette période 61 % de ses exploitations,. La surface agricole utilisée sur la commune a également diminué, passant de 402 ha en 1988 à 175 ha en 2020. Parallèlement la surface agricole utilisée moyenne par exploitation a augmenté, passant de 6 à 12 ha.

## Culture locale et patrimoine

### Lieux et monuments

#### Édifices civils
- Château d'Aubais ( Classé MH (2010)) : Vaste et imposant édifice avec des restes magnifiques d'un monument autrefois majeur[52]. La qualité de son architecture est exceptionnelle, en particulier de l'imposant pavillon central au grand dôme intérieur qui contenait le fameux escalier, dû à l'ingénieur du roi Alexis de la Feuille de Merville et l'architecte nîmois Dardailhon. Le plan des Théâtres présente un intérêt ethnologique de la tradition culturelle de la bouvine en Bas Languedoc, utilisée pour les courses de taureaux.
- Moulin de Carrière ( Classé MH (2002)) : Moulin fortifié datant probablement de la fin du XIIIe siècle[53].
- Ancienne cave coopérative vinicole ( Classé MH (2013)) : Elle date de 1939[54].
- Vaste Mairie-écoles avec horloge
- Anciennes halles à arcades en pierres du 17e
- En face,ancienne borne fontaine en fonte de la fonderie Dollet frères de Nîmes années 1860 sur un modèle proche de celle de Congénies. Cette borne fontaine comportait des éléments décoratifs faisant référence au monde aquatique (poissons) ; elle vient hélas d'être fortement dégradée...
- Ancien moulin à vent
- Menhir du moulin à vent (cassé récemment !)
- Ancien lavoirs couverts de grandes dimensions
- Ancienne gare (1872)
- Nombreuses demeures médiévales dans le village
- Nombreux mas remarquables
- Nombreuses capitelles ici appelées cabanes comme en Sommièrois-Vaunage.

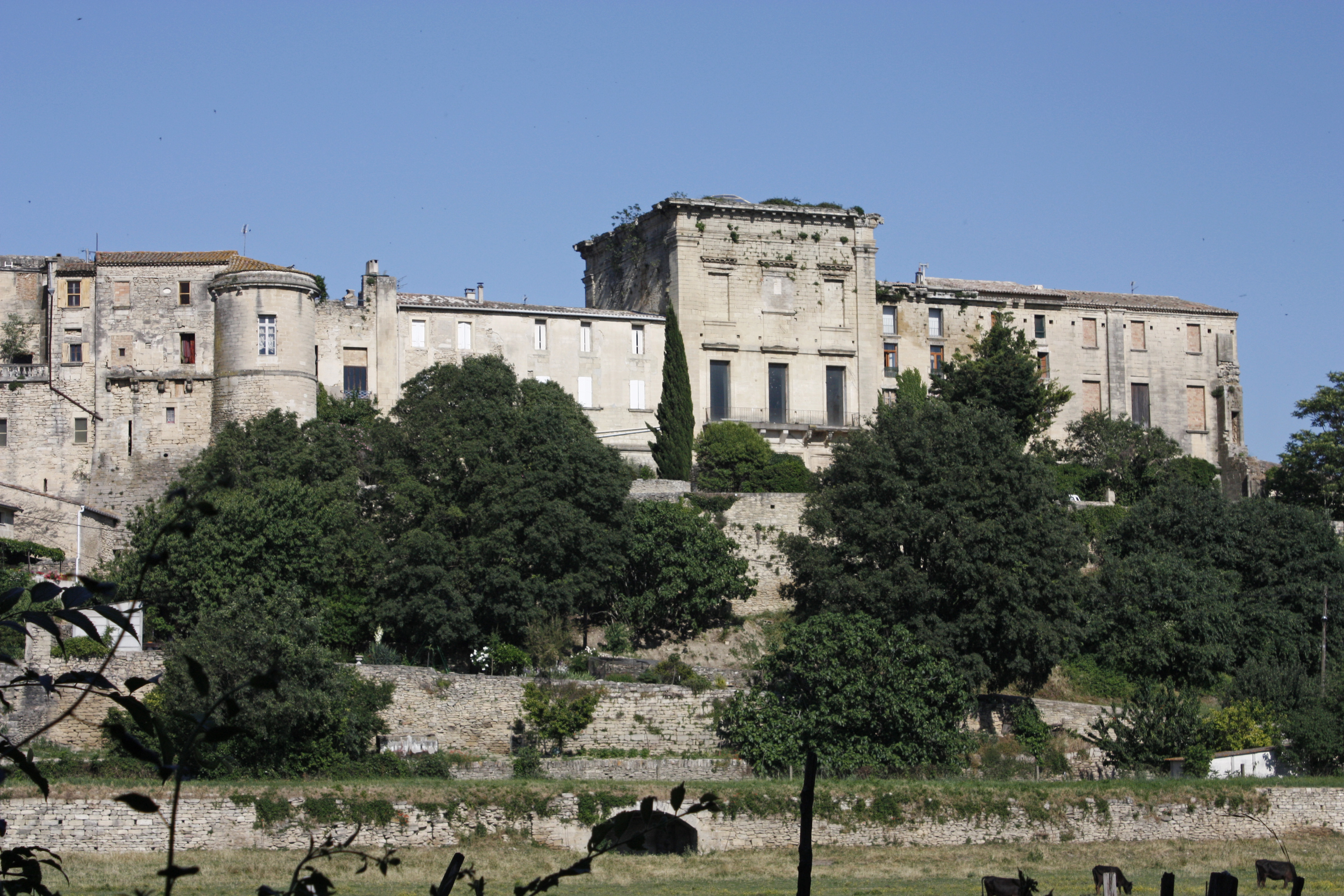
Le château
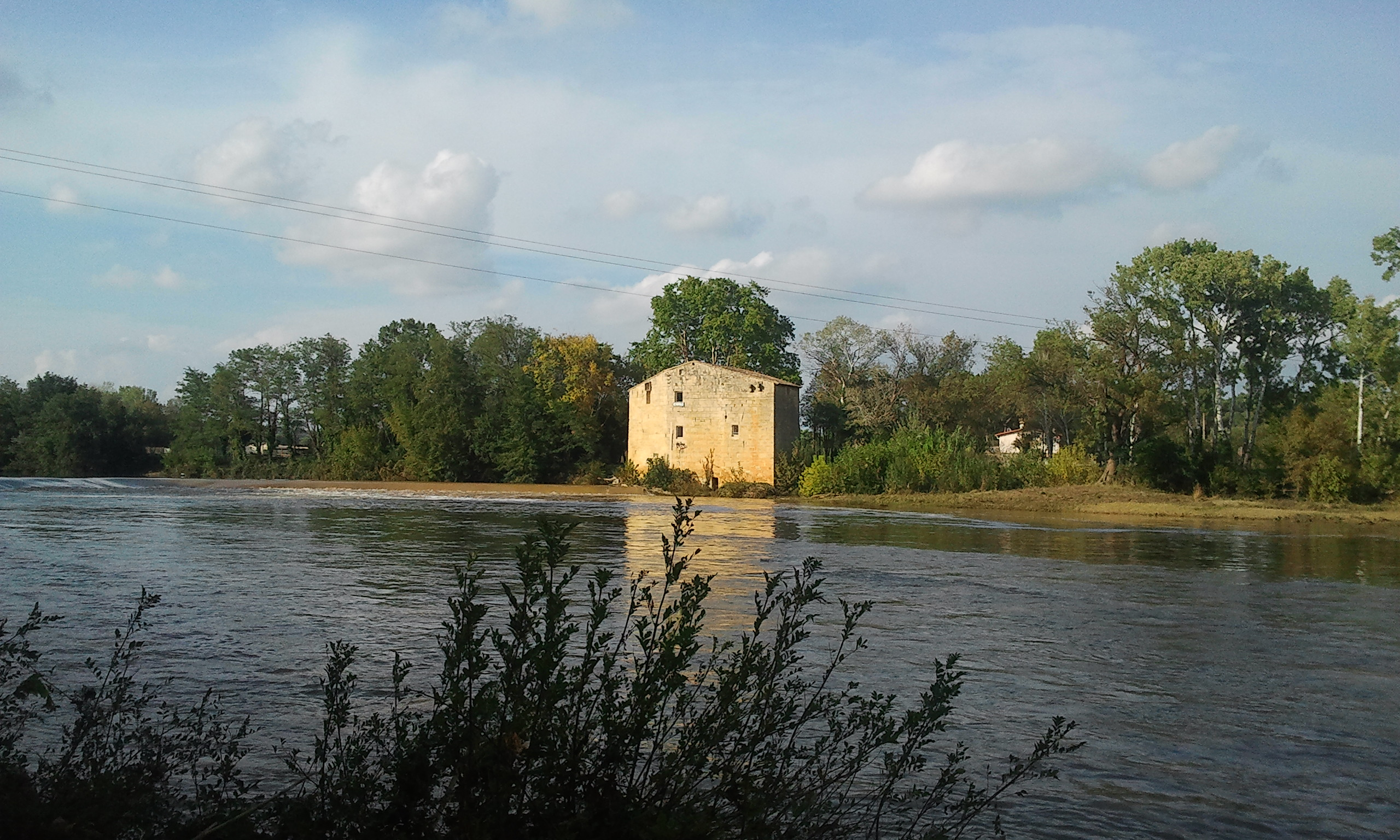
Le Vidourle et le moulin de Carrière à Aubais.
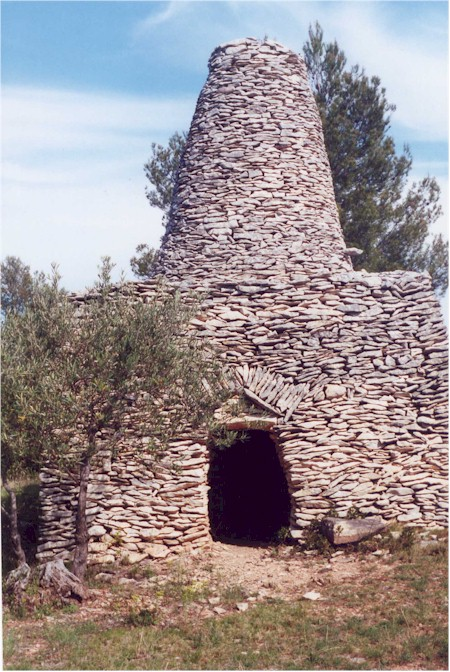
Capitelle à Aubais.
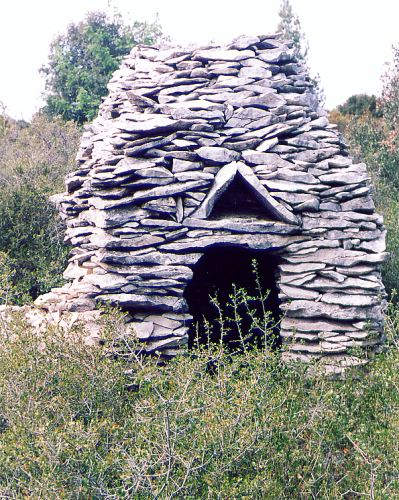
Capitelle à Aubais.

#### Édifices religieux
- Église Notre-Dame-et-Saints-Nazaire-et-Celse ; façade 18e avec grand escalier, surmontée d'un clocher abritant la cloche des offices, lui-même surmonté d'un très sobre campanile en fer forgé de forme pyramidale (fréquent dans la région) abritant la cloche de l'horloge. L'église est dédiée à Notre-Dame et aux saints Nazaire et Celse.
- Temple protestant du 19e siècle de style néo classique.
- Chapelle Saint-Nazaire-de-Marissargues, site archéologique médiéval, en outre la chapelle comporte sur ses murs intérieurs des restes de fresques anciennes qui mériteraient d'être étudiés. L'édifice a été inscrit au titre des monuments historiques en 2016[55].
- Chapelle Saint-Nazaire de Mas de Foucart.

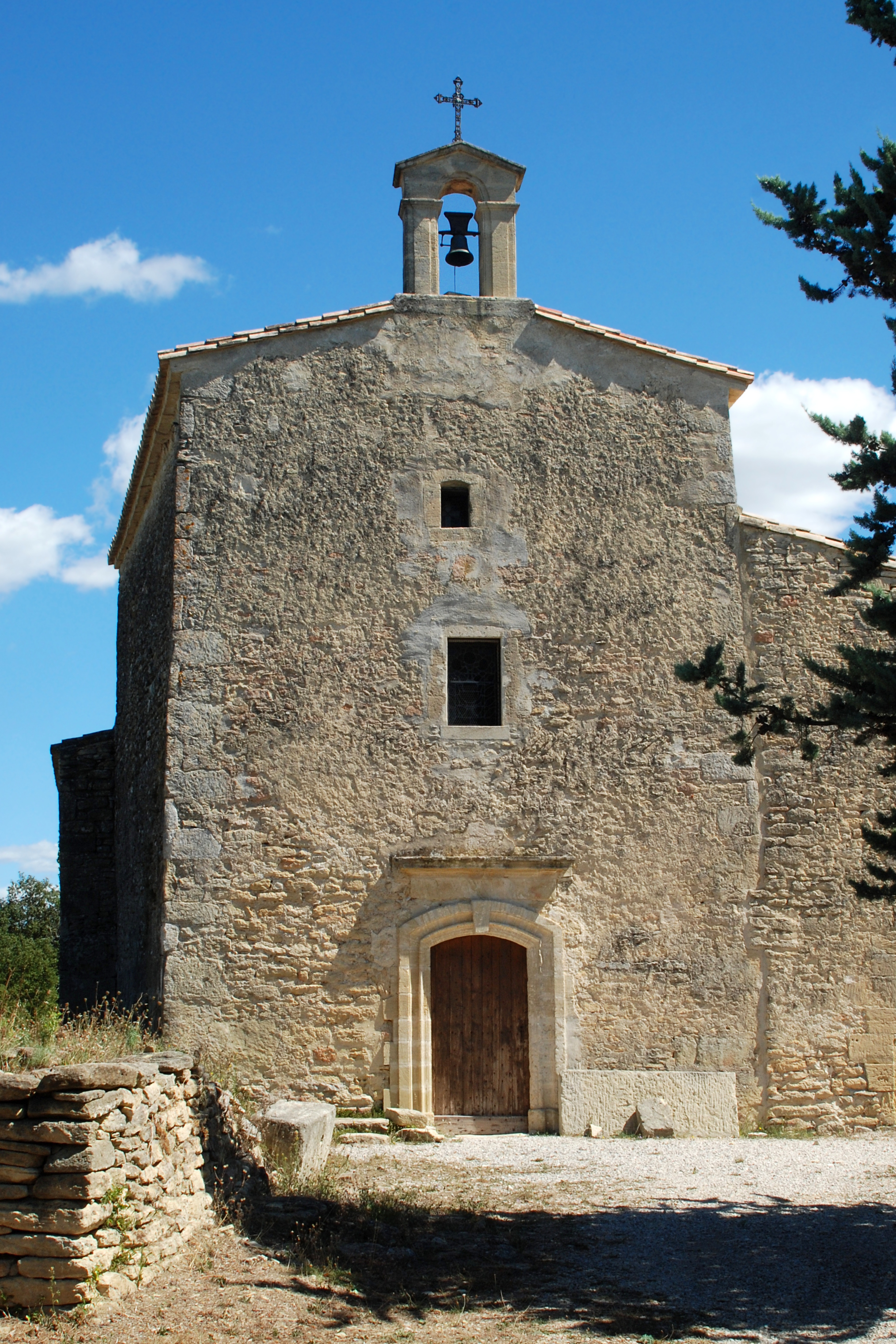
Chapelle Saint-Nazaire-de-Marissargues
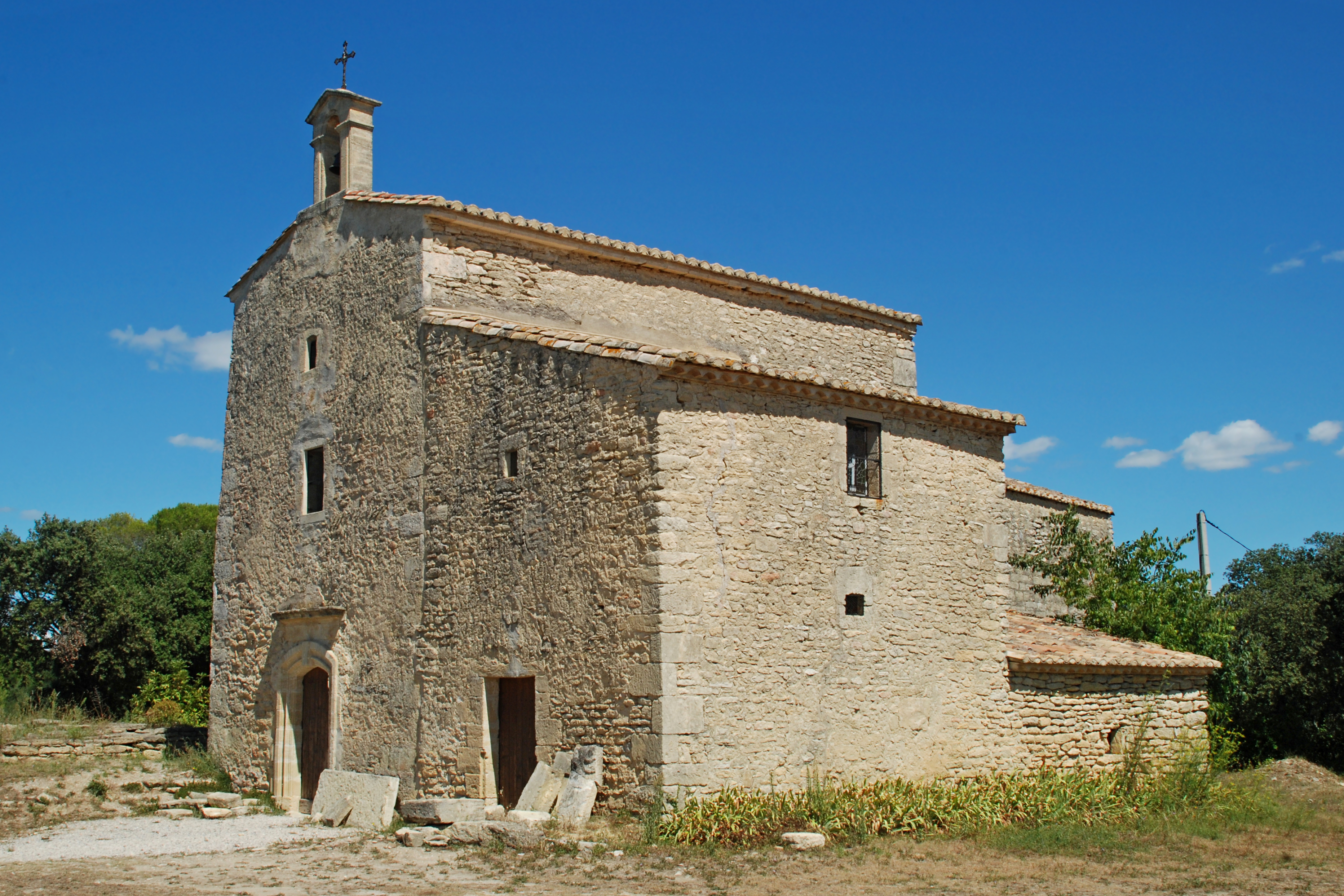
Chapelle Saint-Nazaire-de-Marissargues
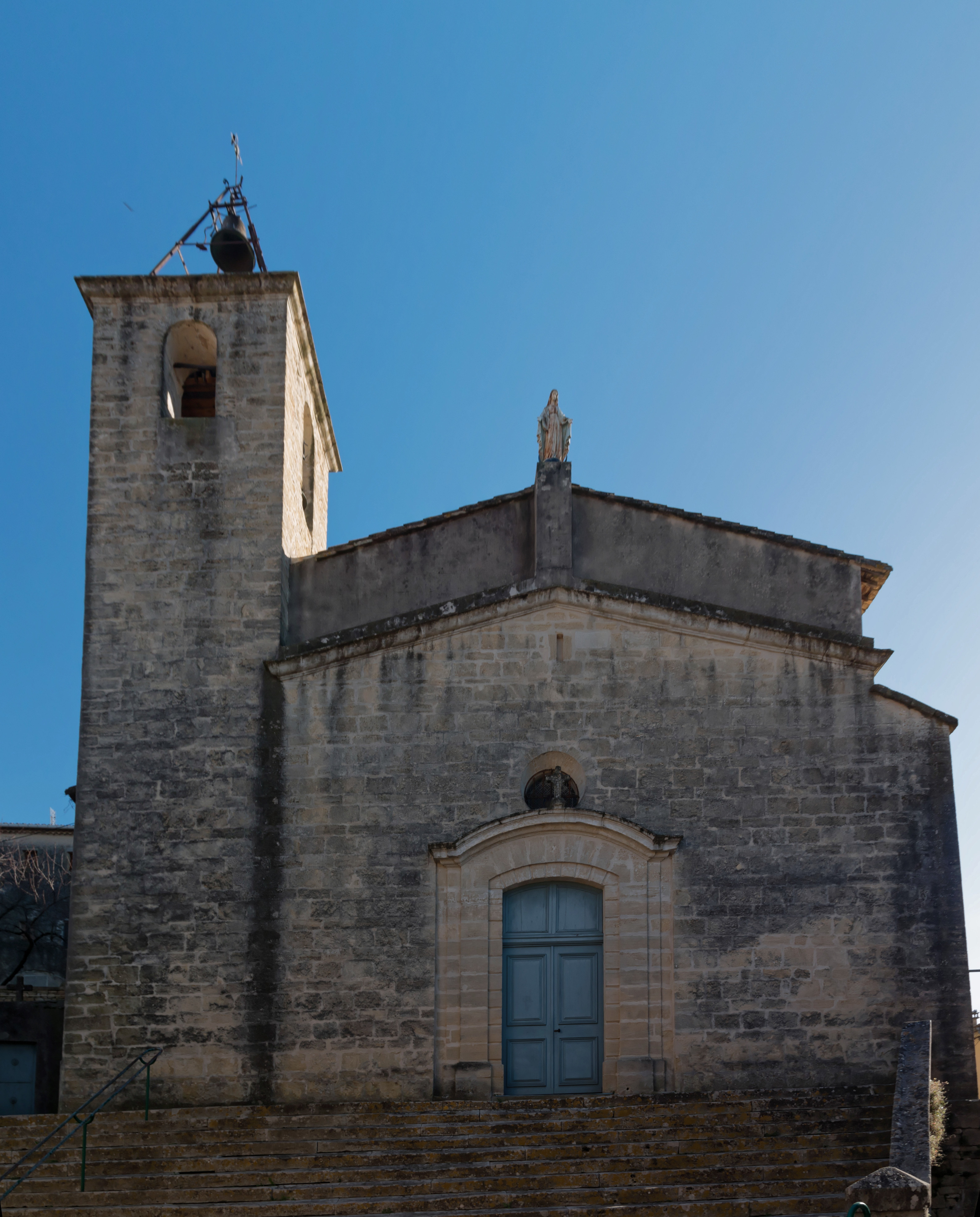
Église Notre-Dame-et-Saints-Nazaire-et-Celse
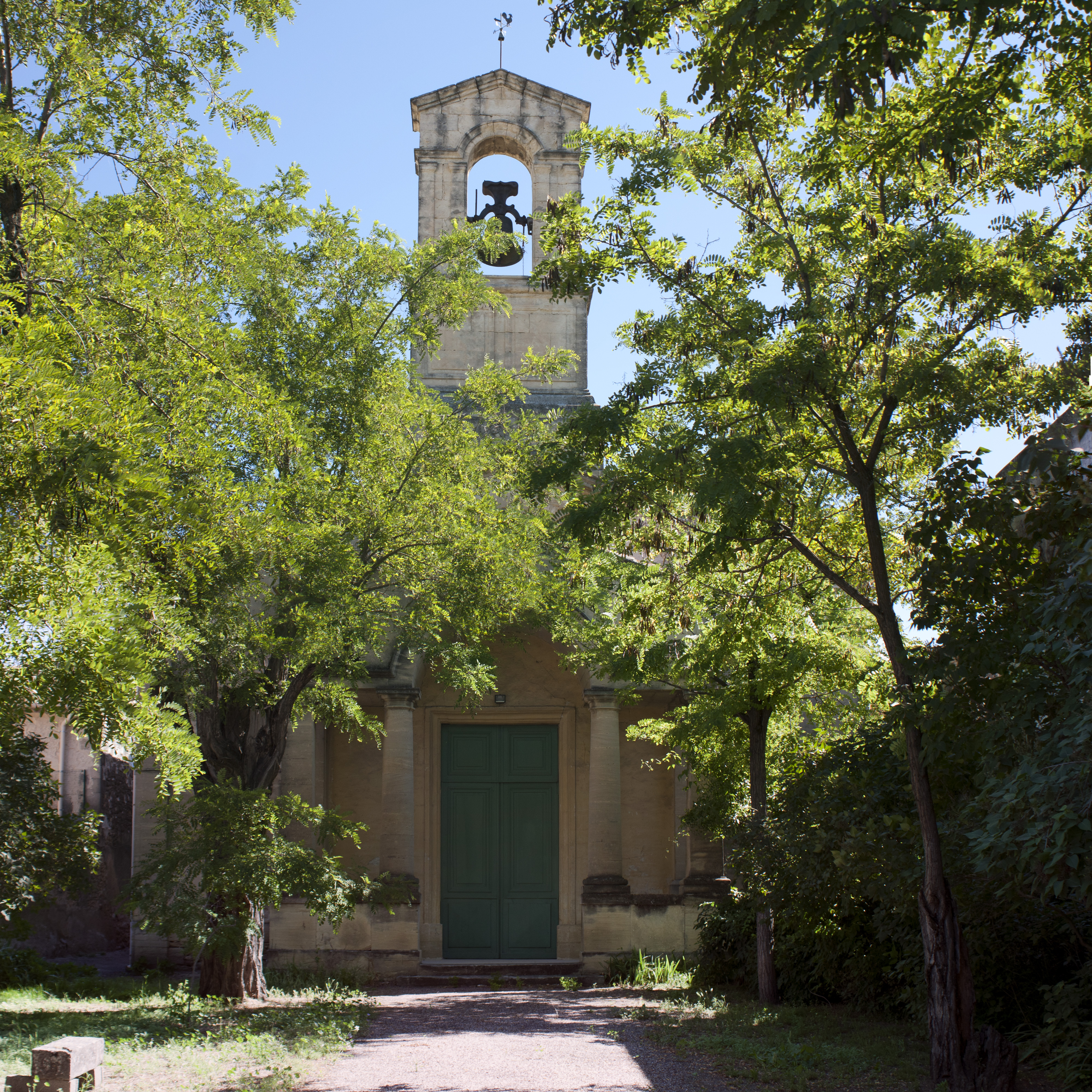
Temple protestant

### Patrimoine culturel
- Plan des Théâtres ( Inscrit MH (2003)) : Ce sont des arènes destinées aux courses camarguaises. Elles peuvent accueillir plus de 500 personnes[56]. Aubais reste la seule ville de France avec des arènes mobiles installées chaque année lors des manifestations taurines. Elles sont situées sur la place du Château, ancienne cour d'honneur aux XVIIe siècle et XVIIIe[57].

### Patrimoine environnemental

#### La Roque d'Aubais
Le défilé du Vidourle entre deux collines crée des falaises avec une grotte, constituant un site d'escalade.

### Personnalités liées à la commune

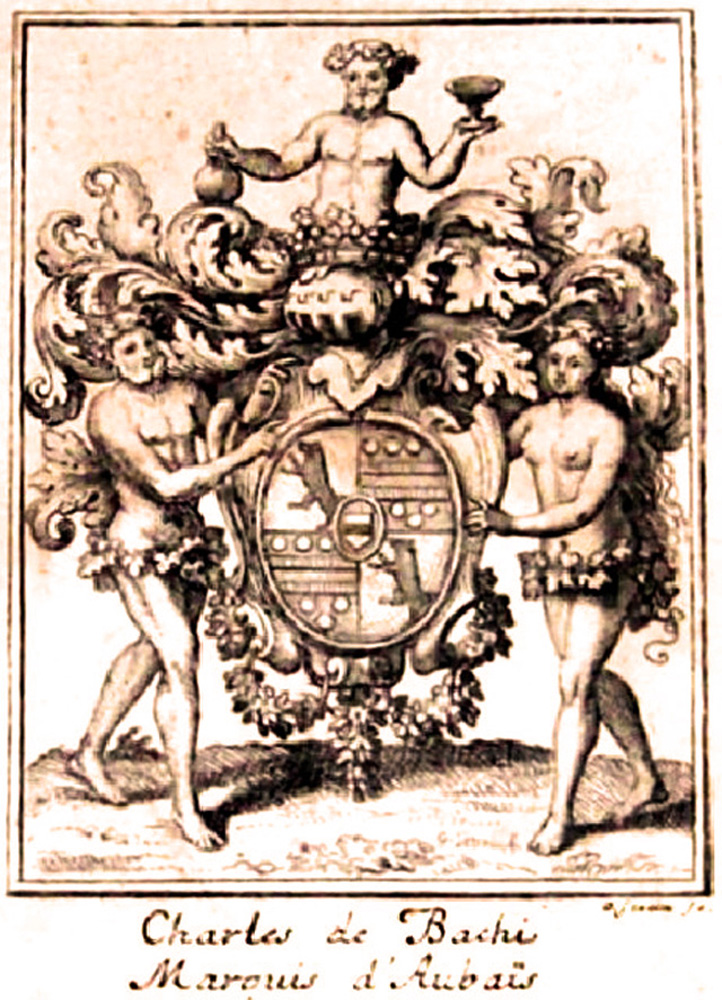
Ex libris du marquis d'Aubais.

- Charles de Baschi (1686-1777), marquis d'Aubais, bibliophile et historien.
- Alphonse Des Vignoles, historien, natif d'Aubais (1649).
- René Grousset, historien, membre de l'Académie française.
- Émile-Guillaume Léonard, historien, auteur de Mon village sous Louis XV.
- Janine Teisson, femme de lettres[59].
- Patrick Saytour, peintre français contemporain.
- Claude Viallat, peintre français contemporain.

### Héraldique
| Blason de Aubais | Blason  | De sable à la montagne d'or sommée d'une croisette latine du même et soutenue d'un ruisseau de sinople mouvant de la pointet. |
| Blason de Aubais | Détails | |